# آمباواهادیتوکانا
آمباواهادیتوکانا (به لاتین: Ambavahaditokana) یک منطقهٔ مسکونی در ماداگاسکار است که در آنالامانگا واقع شده‌است. آمباواهادیتوکانا ۳۹٬۵۵۵ نفر جمعیت دارد و ۱٬۲۶۵ متر بالاتر از سطح دریا واقع شده‌است.